# Dorymetaecus dalmasi
Espèce
Synonymes
- Zoroides dalmasi Berland, 1924

Dorymetaecus dalmasi est une espèce d'araignées aranéomorphes de la famille des Phrurolithidae.

## Distribution
Cette espèce est endémique de Nouvelle-Calédonie.

## Description
La femelle holotype mesure 3 mm.

## Systématique et taxinomie
Cette espèce a été décrite sous le protonyme Zoroides dalmasi par Berland en 1924. Elle est placée dans le genre Dorymetaecus par Raven, Hebron et Williams en 2023.

## Étymologie
Cette espèce est nommée en l'honneur de Raymond de Dalmas.

## Publication originale
- Berland, 1924 : « Araignées de la Nouvelle-Calédonie et des iles Loyalty. » Nova Caledonia. Zoologie, vol. 3, p. 159-255 (texte intégral).